# قیفی‌گل تونکین
قیفی‌گل تونکین (انگلیسی: Strobilanthes tonkinensis) یک گیاه چندساله گلدار از سردهٔ قیفی‌گل‌ها در خانواده پاخرسیان است. این گیاه بومی مناطق گرمسیری و نیمه گرمسیری آسیا، به ویژه ویتنام است. قیفی‌گل تونکین به دلیل گل‌های بنفش روشن و جذابش که در پاییز ظاهر می‌شوند، محبوبیت دارد. این گیاه به عنوان یک گیاه زینتی در باغ‌ها و پارک‌ها کشت می‌شود و به دلیل توانایی‌اش در جذب پروانه‌ها و سایر گرده‌افشان‌ها ارزشمند است.
قیفی‌گل تونکین گیاهی با رشد سریع است که می‌تواند تا ارتفاع ۶۰ سانتی‌متر رشد کند. برگ‌های آن سبز تیره، بیضی شکل و دندانه‌دار هستند. گل‌ها به صورت خوشه‌ای ظاهر می‌شوند و هر گل دارای پنج گلبرگ است. این گیاه در خاک مرطوب و با زهکشی خوب و در مکانی آفتابی یا نیمه‌سایه رشد می‌کند.
قیفی‌گل تونکین علاوه بر ارزش زینتی، در طب سنتی نیز کاربرد دارد. برگ‌ها و گل‌های آن برای درمان سرماخوردگی، تب و مشکلات گوارشی استفاده می‌شود. با این حال، تحقیقات بیشتری برای تأیید اثربخشی آن مورد نیاز است.